# Libanons herrlandslag i basket
Libanons herrlandslag i basket representerar Libanon i basket på herrsidan. Laget kallas "The Cedars" efter landets nationalsymbol Ceder.

## Historia
Basket introducerades på 1920-talet i Libanon i Amerikanska universitetet i Beirut. Gabi Arbaji var en av de första att ta initiativ genom att bygga en idrottsplats i Tabarisområdet, där collegetävlingar hölls. 1939 anordnades det första mästerskapet i landet. 1949 grundades Libanesiska basketbollförbundet, då tillsammans med landets volleybollförbund. 
1949 gjorde landet debut i internationell basket när man deltog i Europeiska mästerskapet i Egypten. Sovjetunionen hade vägrat att stå värd för turneringen och FIBA:s ovilja att be Tjeckoslovakien som värd för turneringen en andra gång i rad innebar att bronsmedaljörerna från 1947 Egypten blev värd för turneringen. På grund av ressvårigheter och rädslor, avstod flera europeiska lag resa till det afrikanska landet så Libanon och Syrien ombads att tävla i EM trots deras geografiska position i Asien. Libanon förlorade alla sina matcher och slutade på sista plats. 
Libanon deltog även i nästa EM, i Moskva 1953. Laget förlorade återigen alla sina matcher, även inkluderat walk-over mot grannlandet Israel som de vägrade att möta. 
Volleybollsektionen och basketsektionen bröt upp 1955 och det första oberoende libanesiska basketbollförbundet grundades då. Planen var redan organiserades år 1951. Den libanesiska basketligan hade redan då bildats och pågick tills det libanesiska inbördeskriget bröt ut. Under denna period före kriget så var Sporting Al Riyadi från Beirut det mest framgångsrika laget med flera titlar.
Efter kriget kunde det första mästerskapet organiseras 1993 under ledning av Tony Khoury som arbetat i förbundet i många år. Nu hade även media börjat få ett större intresse för basketen.
I slutet av 1996 bildades ett nytt förbund med Antoin Chartier som ledare, som vid den tiden sponsrades av Lebanese Broadcasting Corporation (LBC) vilket de gör än idag. I slutet av 1999 ändrades förbundet och en ny ledning bildades, lett av Jean Hamam med ett stort mål att utveckla både klubb- och landslag till en högre nivå. Det nya förbundet började lägga mer fokus landslagen för män, kvinnor och herrjuniorer.

## Kända spelare
- Rony Fahed
- Fadi El Khatib
- Elie Mechantaf